# Bolbapium bigibbosum
Bolbapium bigibbosum là một loài bọ cánh cứng trong họ Geotrupidae. Loài này được Luederwaldt miêu tả khoa học năm 1929.